# Eric Silverman
Eric Silverman je etnolog na DePauw University (Ph.D. University of Minnesota).
Popsal rituál Naven v osadě Tambunum kmene Iatmul (Papua Nová Guinea).
Zabývá se sexualitou, vztahy mezi pohlavími a také dějinami mužské obřízky v judaismu.

## Vybrané publikace
- Silverman, Eric Kline. 2006. From Abraham to America : a history of Jewish circumcision Lanham : Rowman & Littlefield
- Silverman, Eric Kline. 2001. Masculinity, motherhood, and mockery : psychoanalyzing culture and the Iatmul Naven rite in New Guinea. Ann Arbor : University of Michigan Press ISBN 0-472-06757-5 (Národní knihovna)